# Военный губернатор (Российская империя)
Военный губернатор — в Российской империи до 1917 года — высший правительственный и военный чиновник в губернии или области, являющийся также командующим войсками в своей области.

## История
Назначение военных начальников на административные должности, с сохранением за ними военных обязанностей началось в Русском царстве ещё в XVI веке. В украинные города (такие как Тула, Кашира, Калуга, Таруса и др.) назначались воеводы с военно-административной властью.
Наименование военный губернатор появилось только в 1801 году, когда по восшествии на престол императора Александра I в пять пограничных губерний (Киевскую, Подольскую, Литовскую, Малороссийскую и Белорусскую) были назначены военные губернаторы.
Затем, в 1857 году все губернаторы были разделены на военных и гражданских без существенного различия их прав и обязанностей, а лишь с наименованием военными губернаторами тех, которые назначались из военных чинов, при этом они назывались и подписывались: такой-то (по названию губернии) военный губернатор, управляющий и гражданской частью. В 1864 году начальникам губерний, без различия военных и гражданских чинов, было присвоено общее название губернаторы, название же военных губернаторов сохранилось только за главными начальниками некоторых городов (Кронштадта, Николаева и др.). Наконец, в царствование Александра III название военных губернаторов снова было присвоено лицам, назначаемым начальниками областей.

## Общие положения
Военный губернатор назначался для управления губернией, областью, городом или крепостью, а в военное время — для управления областью, занятою по праву войны. В подведомственной ему местности он исполнял как гражданское, так и военное управление. При военном губернаторе не полагалось никаких совещательных учреждений.
Военный губернатор назначался и увольнялся Высочайшими приказами и указами Правительствующему Сенату по представлению военному министру по предварительному соглашению с министром внутренних дел.
К концу XIX века военные губернаторы назначались для управления областями, которые располагались на пограничных окраинах Российской империи, большую часть которых входила в состав генерал-губернаторств: Кутаисская губерния, Дагестанская область и Карская область за Кавказским наместничеством; Приморская область, Амурская область и Забайкальская область за Приамурским генерал-губернаторством; Акмолинская область, Семипалатинская область  и Семиреченская область за Степным генерал-губернаторством;  Сырдарьинская область, Ферганская областьи
Самаркандская область за Туркестанским генерал-губернаторством. 
Военными губернаторами управлялись, но в состав генерал-губернаторств не входили Уральская область и Тургайская область; Правами военного губернатора пользовались также начальники Закаспийской области и Сахалина. Главный командир Кронштадтского порта считается одновременно военным губернатором города Кронштадта. Сюда же относятся различные области казачьих войск — Забайкальской, Уральской, Приморской и Амурской где начальники области являлись наказными атаманами Казачьих войск.

## Полномочия
В лице военных губернаторов сосредотачивались как гражданское так и военное управление областью. По гражданскому управлению они в исполнении своих обязанностей руководствовались общим для губернаторов положением.
В военное время все военные губернаторы подчинялись главнокомандующему армией, если территория вверенная их управлению, входит в район занимаемый армией.  По делам военно-сухопутной части они подчинялись командующему войсками военного округа.
В отношении войск и личного состава управлений, находящихся в непосредственной ему подчинении они пользовались правами начальника дивизии.
Они имели право осматривать находящиеся в области войска и военные заведения, но расположенные в областях полевые войска имеющие своё прямое начальство, находились в зависимости от них только в отношении исполнения местной службы, во внутреннее управление и хозяйство войск они не вмешивались.
Генерал-губернаторы и военные губернаторы во время пребывания их в столице присутствовали в Сенате, в общем его собрании и в департаментах по делам вверенных им губерний.

## Список военных губернаторств
- Акмолинская область
- Амурская область
- Владивостокское военное губернаторство
- Дагестанская область
- Забайкальская область
- Закаспийская область
- Карская область
- Камчатская область
- Кутаисская губерния
- Николаевское военное губернаторство
- Николаевское и Севастопольское военное губернаторство
- Оренбургская губерния
- Приморская область
- Самаркандская область
- Семипалатинская область
- Семиреченская область
- Сырдарьинская область
- Сахалин
- Тургайская область
- Уральская область
- Ферганская область [6]